# Villa di Briano
 Villa di Briano  község (comune) Olaszország Campania régiójában, Caserta megyében.

## Fekvése
A megye déli részén fekszik, Nápolytól 20 km-re északnyugatra, Caserta városától 15 km-re délnyugati irányban. Határai: Casal di Principe, Casapesenna, Frignano, San Cipriano d’Aversa, San Marcellino és San Tammaro.

## Története
Első említése a 10. századból származik, amikor a Monte Cassinó-i bencés apátság birtoka volt. A következő századokban nemesi birtok volt. A 19. században nyerte el önállóságát, amikor a Nápolyi Királyságban felszámolták a feudalizmust. 1929 és 1946 között Frignano Maggiore néven közös községet alkotott Frignanóval.

## Népessége
A népesség számának alakulása:

## Főbb látnivalói
- Santa Maria Assunta in Cielo-templom
- Santa Maria di Briano-szentély
- San Francesco Saverio-templom